# Europavej E80
E80 er en europavej der begynder i Lissabon i Portugal og ender ved den tyrkisk-iranske grænse. Undervejs går den blandt andet gennem: Santarém, Leiria, Coimbra, Aveiro, Viseu, Guarda, Vilar Formoso i Portugal; Salamanca, Burgos og San Sebastián i Spanien; Pau, Toulouse, Narbonne, Nîmes, Aix-en-Provence og Nice i Frankrig; Vintimiglia, Savona, Genova, La Spezia, Migliarino, Livorno, Grosseto, Civitavecchia, Rom og Pescara i Italien ...(færge)... Dubrovnik i Kroatien; Petrovac og Podgorica i Montenegro; Niš og Dimitrovgrad i Serbien; Sofia, Plovdiv og Svilengrad i Bulgarien; Edirne, Babaeski, Silivri, Istanbul, Izmit, Adapazarı, Bolu, Gerede, Ilgaz, Amasya, Niksar, Refahiye, Erzincan, Aşkale, Erzurum og Gürbulak i Tyrkiet ved den iranske grænse.